# Гребченко Сергій Сергійович
Сергій Сергійович Гребченко (нар. 12 жовтня 1919, Малий Бобрик — пом. 25 квітня 1991, Суми) — радянський офіцер; учасник німецько-радянської війни. Герой Радянського Союзу з 1944 року.

## Біографія
Народився 12 жовтня 1919 року в селі Малому Бобрику (тепер Сумський район Сумської області, Україна) в селянській сім'ї. Українець. Отримав неповну середню освіту. Працював у колгоспі.
У Червоній армії з 22 вересня 1939 року. Брав участь у німецько-радянській війні. У 1941 році закінчив курси молодших лейтенантів і спрямований на фронт. Перший бій отримав у серпні 1941 року під Лугою. У жовтні 1941 року в званні молодшого лейтенанта направлений командиром мінометного взводу в 1-шу ударну армію під Москву. Був поранений. Після лікування, очолив роту снайперів в запасному полку на Уралі. З серпня 1943 року знову на фронті — командир стрілецького взводу автоматників 3-го стрілецького батальйону 8-ї мотострілецької бригади. Воював на Ленінградському, Західному, Центральному та 1-му Білоруському фронтах. Був двічі поранений.

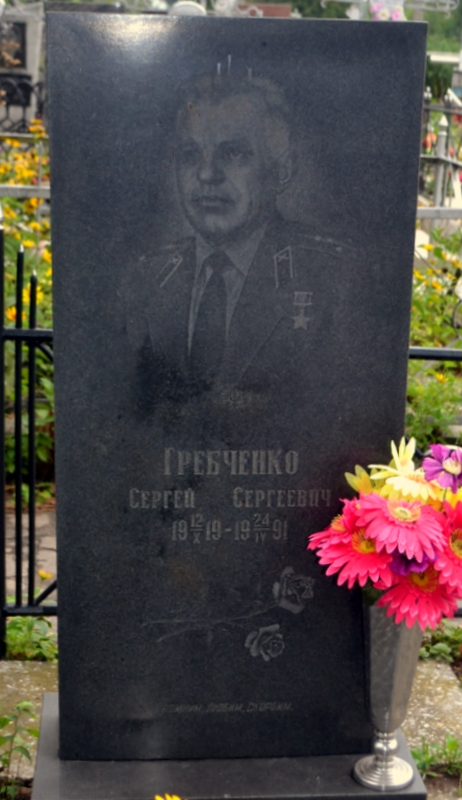
Могила в Сумах.

28 червня 1944 року вміло організував бій з розгрому автоколони ворога на шосе Жлобин — Бобруйськ (знищено 15 автомашин з піхотою). 7 липня 1944 року в районі міста Барановичів його взвод, ведучи розвідку в тилу противника, знищив штаб ворожої частини. У числі перших 10 липня увірвався в місто Слонім. Всього за 14 днів безперервних боїв його взвод знищив близько півтисячі ворожих солдатів і офіцерів, майже стільки ж захопив в полон.
Після війни продовжував службу в Радянській армії. У 1945 році закінчив Вищу офіцерську школу бронетанкових військ. Член КПРС з 1953 року. У листопаді 1954 вийшов в запас у військовому заванні капітана.
Жив і працював у місті Свердловську. З 1962 року жив у місті Сумах, в будинку на вулиці Новомістенській № 23. Працював на Сумському машинобудівному заводі імені Михайла Фрунзе. Помер в Сумах 24 квітня 1991 року. Похований в Сумах на Засумському кладовищі.

## Нагороди
- Герой Радянського Союзу (указ Президії Верховної Ради СРСР від 26 вересня 1944 року; за зразкове виконання бойових завдань командування на фронті боротьби з німецько-фашистськими загарбниками і проявлені при цьому мужність і героїзм; орден Леніна і медаль «Золота Зірка» № 5 116);
- орден Вітчизняної війни І-го ступеня (6 квітня 1985)[1];
- медаль «За перемогу над Німеччиною»[1].

## Вшанування пам'яті
- У місті Сумах, на початку вулиці Героїв Сталінграда, створена алея Слави, де представлені портрети 39 Героїв Радянського Союзу, чия доля пов'язана з містом Сумами та Сумським районом. Серед них  портрет Сергія Гребченка.
- У селищі міського типу Краснопіллі на Алеї Героїв йому встановлено пам'ятну дошку[3];
- 22 лютого 2012 року в Сумах, на будинку на вулиці Новомістенській № 23 де жив Герой, встановлено меморіальну дошку[4];
- З 2015 року у місті Гродно існує вулиця Сергія Гребченка[5].